# Ploceus bannermani
Ploceus bannermani là một loài chim trong họ Ploceidae.